# روتوروی ای۶۰۰ تالون

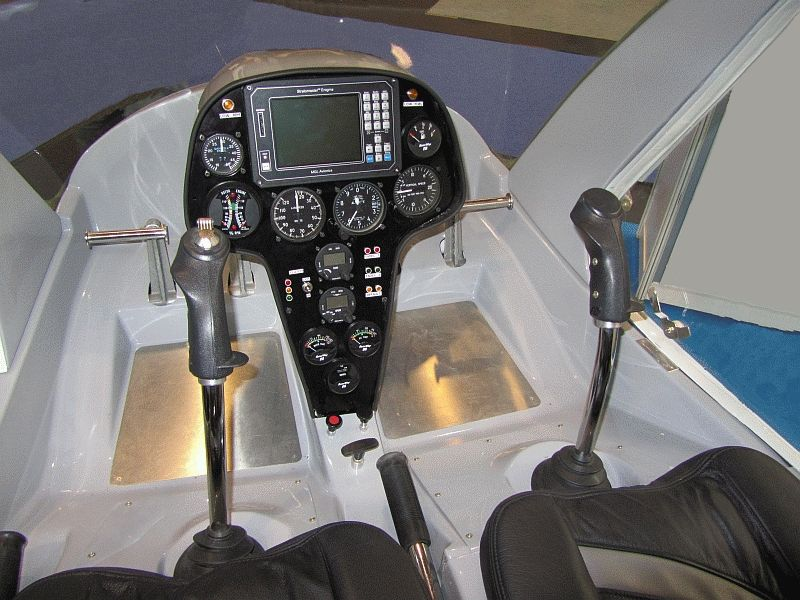
کابین ای۶۰۰

روتوروی ای۶۰۰ تالون (به انگلیسی: RotorWay A600 Talon) یک بالگرد دست‌ساز دونفره ساخت شرکت روتوروی هلیکاپتر آمریکا است که در چندلر، آریزونا تولید می‌شود. منظور از دست‌ساز این است که این محصول به صورت کیت سی‌کی‌دی ارائه می‌شود و مشتریان آن را سرهم می‌کنند. بنظر می‌رسد در سال ۲۰۱۷ این شرکت واژه تالون را از نام محصول خود حذف کرده و آن را تنها ای۶۰۰ می‌نامد.

## طراحی و توسعه
ای۶۰۰ از روی محصول روتوروی اکسک توسعه یافته‌است ولی دارای بدنه‌ای متفاوت می‌باشد. این بالگرد سبک، دارای یک موتور چهارزمانه توربوشارژ بومی ساخت شرکت روتوروی است که ۱۴۷ اسب بخار نیرو تولید می‌کند. در سال ۲۰۱۳ میلادی، شرکت حمل و نقل کانادا، سازمان نظارت و ارزیابی شرکت‌ها و خطوط هواپیمایی کشوری بریتانیا و اداره هوانوردی فدرال در آمریکا به این شرکت مجوز فروش بالگرد ای۶۰۰ را دادند.

## مشخصات
داده‌ها از Bayerl and RotorWay
ویژگی‌های عمومی
- خدمه: یک خلبان
- ظرفیت: یک سرنشین پهلوی خلبان
- طول: ۲۹ فوت ۶ اینچ (۸٫۹۹ متر)
- ارتفاع: ۸ فوت ۷ اینچ (۲٫۶۲ متر)
- وزن خالی: ۹۶۵ پوند (۴۳۸ کیلوگرم)
- وزن ناخالص: ۱٬۵۰۰ پوند (۶۸۰ کیلوگرم)
- ظرفیت سوخت: ۱۷ گالون آمریکایی (۶۴ لیتر؛ ۱۴ گالون بریتانیایی)
- پیشرانه: ۱ عدد four stroke aircraft engine RotorWay RI 600S, ۱۴۷ اسب بخار (۱۱۰ کیلووات)
- قطر روتور اصلی:  ۲۵ فوت (۷٫۶ متر)

عملکرد
- حداکثر سرعت: ۱۱۵ مایل بر ساعت (۱۸۵ کیلومتر بر ساعت، ۱۰۰ گره)
- سرعت کروز: ۱۰۰ مایل بر ساعت (۱۶۰ کیلومتر بر ساعت، ۸۷ گره)
- مداومت پروازی: 2.0 hours
- حداکثر ارتفاع: ۱۰٬۰۰۰ فوت (۳٬۰۰۰ متر)
- نرخ صعود: ۱٬۰۰۰ فوت بر دقیقه (۵٫۱ متر بر ثانیه)